# فرقة فولكسغرينادير 167 (الفيرماخت)
فرقة فولكسغرينادير 167 (الألمانية: 167. Volksgrenadierdivision )، سابقًا فرقة المشاة 167th (الألمانية: 167. Infanteriedivision ) كانت فرقة مشاة تابعة للجيش الألماني في الحرب العالمية الثانية.

## التاريخ العملياتي

### التشكيل وفرنسا
تشكلت فرقة المشاة 167 في العاصمة البافارية في ميونيخ في نوفمبر 1939، واستوعبت الفرقة السابعة؛ كتيبتا الاستبدال الميداني 27 و34 من احتياطي كليهما في يناير. في هذه المرحلة أيضًا، تمت ترقية قائدها، العقيد جيلبرت، إلى رتبة لواء، قبل وقت قصير من استبداله باللفتنانت جنرال أوسكار فوجل.
شاركت الفرقة في غزو 1940 الأولي لفرنسا مع مجموعة الجيوش سي، حيث استحوذ على Ouvrage Kerfent وOuvrage Bambesch - مكونان من خط ماجينو - بين 20 و21 يونيو. بقيت الفرقة في فرنسا المحتلة حتى فبراير 1941، عندما عاد إلى حامية في بافاريا. في أغسطس 1940، تولى الميجور جنرال هانز شونهارل منصب قائد الضباط، وتمت ترقيته إلى رتبة ملازم في ديسمبر.

## القادة
- اللواء مارتن جيلبرت (1 ديسمبر 1939 - 10 يناير 1940)
- اللواء أوسكار فوجل (10 يناير - 2 أغسطس 1940)
- الفريق هانز شونهارل (2 أغسطس 1940 - 11 أغسطس 1941)
- اللواء فيرنر شارتو (11 أغسطس 1941)
- اللفتنانت جنرال وولف-غونتر تريرنبيرج (11 أغسطس 1941 - 25 نوفمبر 1943)
- العقيد هانز هوتنر (25 نوفمبر 1943 - 1 فبراير 1944)
- الفريق هانسكورت هوكر (17 أكتوبر 1944 - 4 أبريل 1945)

## منطقة العمليات
- ألمانيا: ديسمبر 1939 إلى مايو 1940
- فرنسا: يونيو 1940 إلى فبراير 1941
- ألمانيا: مارس إلى مايو 1941
- الجبهة الشرقية، القسم المركزي: يونيو 1941 إلى أبريل 1942
- هولندا: مايو 1942 إلى فبراير 1943
- الجبهة الشرقية، القسم الجنوبي: مارس 1943 إلى فبراير 1944
- الآردين وآيفل : ديسمبر 1944 - أبريل 1945